# Лінц (Румунія)
Лінц (рум. Linț) — село у повіті Муреш в Румунії. Входить до складу комуни Кецань.
Село розташоване на відстані 284 км на північний захід від Бухареста, 43 км на захід від Тиргу-Муреша, 40 км на південний схід від Клуж-Напоки.

## Населення
За даними перепису населення 2002 року у селі проживали 2 особи.